# Bo Carpelan
Baron Bo Gustaf Bertelsson Carpelan (25. října 1926 Helsinky – 11. února 2011 Espoo) byl finskošvédský švédsky tvořící básník, prozaik, autor knih pro děti, dramatik, libretista, literární kritik, překladatel z finštiny.

## Život a tvorba
V roce 1960 dosáhl doktorátu filozofie. Svoji literární činnost zahájil již během vysokoškolských studií roku 1946 básnickou sbírkou Som en dunkel värme (Jako temné teplo). Jeho poému Vintern var hård (Zima byla krutá) zhudebnil finský skladatel Aulis Sallinen.
V roce 1977 získal Literární cenu Severské rady za knihu básní I de mörke rummen, i de ljusa (V temných pokojích i světlých). Doposud je jedinou osobou, která obdržela dvakrát Cenu Finlandia, nejprestižnější finské literární ocenění, a to v letech 1993 (za knihu Urwind – Pravítr) a 2005 (Berg). Z dalších ocenění získal Literární cenu Svenska Dagbladet (1961), Velkou cenu Devíti (1995), Cenu Aniara (též v roce 1995), Severskou cenu Švédské akademie (1997) a celkem čtyřikrát (1967, 1972, 1987 a 1989) finskou Státní cenu za literaturu.
Z finštiny do švédštiny překládal díla soudobých finských autorů. Jeho díla byla přeložena nejméně do 15 jazyků; česky knižně zatím žádné nevyšlo.

## Dílo

### Poezie a próza
- Som en dunkel värme 1946
- Du mörka överlevande 1947
- Variationer 1950
- Minus sju 1951
- Objekt för ord 1954
- Landskapets förvandlingar 1957
- Den svala dagen 1961
- 73 dikter 1966
- Gården 1969
- Rösterna i den sena timmen 1971
- Källan 1973
- Din gestalt bakom dörren 1975
- I de mörka rummen, i de ljusa 1976
- Vandrande skugga: en småstadsberättelse 1977
- Jag minns att jag drömde 1979
- Dikter från 30 år 1980
- Dagen vänder 1983
- Marginalia till grekisk och romersk diktning 1984
- Armbandsuret 1986
- Axel 1986
- Det sjungande trädet 1988 (либретто для оперы)
- År som löv 1989
- Urwind 1993
- I det sedda 1995
- Novembercredo. Dikter i urval 1946—1996 1996
- Benjamins bok 1997
- Namnet på tavlan Klee målade: prosadikter 1999
- Ögonblickets tusen årstider 2001
- Diktamina 2003
- Berg:en roman 2005
- Staden: dikter och bilder från Helsingfors 2006
- Nya dikter 2007
- Barndom 2008
- Gramina 2010

### Knihy pro děti a mládež
- Anders på ön 1959
- Anders i stan 1962
- Bågen:berättelsen om en sommar som var annorlunda 1968
- Paradiset: berättelsen om Marvins och Johans vänskap 1973
- Julius Blom — Ett huvud för sig 1982
- Marvins bok 1990
- Måla himlen. Vers för små och stora 1988